# Cisatracúrio
Cisatracúrio (também chamado de besilato de cisatracúrio; nome comercial: Nimbex) é um fármaco bloqueador neuromuscular de administração endovenosa (ou relaxante muscular esquelético). Comparado com outros agentes bloqueadores neuromusculares tem um início e duração de acção intermédios. É um de dez isómeros do Atracúrio. A fórmula molecular do cisatracúrio purificado é C53H72N2O2, tendo um peso molecular de 929,2. A fórmula do sal, besilato de cis-atracúrio é C65H82N2O18S2, com um peso molecular de 1243,50.
O injectável Nimbex é uma solução aquosa, estéril e não pirogénica, em ampolas de 5, 10 e 20 ml. O pH é ajustado de 3,25 a 3,65 com ácido benzenosulfónico. As ampolas de 5 e 10 ml contêm ambas besilato de cisatracúrio equivalente a 2mg/ml de cisatracúrio. A ampola de 20 ml, para utilização somente em Unidades de Cuidados Intensivos contém besilato de cisatracúrio equivalente a 10 mg/ml de cisatracúrio.A ampola de 10 ml, pensada para múltiplas doses, contém 0.9% de álcool benzílico como preservativo. As ampolas de 5 e de 20 ml são de uso único e não contêm álcool benzílico.
O besilato de cisatracúrio perde potência lentamente a um ritmo de 5% ao ano em condições de refrigeração (5 °C). O Nimbex deve ser refrigerado de 2 a 8 °C (36 a 46 °F) na embalagem para preservar a potência pois a perda desta é de 5% ao mês a 25 °C. O Nimbex deve ser utilizado num prazo de 21 dias se for retirado da refrigeração, mesmo que seja novamente refrigerado.
Os seus metabolitos activos contêm menos laudanosina, o que se traduz numa incidência menor de hipotensão, excitabilidade do sistema nervoso central e crises epileptiformes que o atracúrio.

## Estrutura
É um agente bisbenziltetrahidroisoquinolinico da família de compostos quaternários de amónia.

## Farmacologia
O cisatracúrio liga-se competitivamente aos receptores colinérgicos na junção neuromuscular, antagonizando a acção da acetilcolina , resultando no bloqueio da transmissão neuromuscular.

## Farmacodinâmica
A potência de bloqueio da junção neuromuscular do Nimbex é aproximadamente três vezes maior que a do besilato de atracúrio. O tempo de bloqueio máximo do Nimbex é até 2 minutos mais demorado que a administração de doses equipotentes de besilato de atracúrio. A duração do bloqueio clinicamente efectiva e a duração do recobro espontâneo são similares para doses equipotentes de Nimbex e besilato de atracúrio.
A ED95 do cisatracúrio é de 0,05 mg/kg em adultos submetidos a uma anestesia com uma combinação opiácio/N2O/O2.
Quando a dose duplica a duração de bloqueio motor clinicamente eficaz aumenta em 25 minutos aproximadamente. Logo que o recobro da força muscular se inicia o ritmo da recuperação é independente da dose.
Isoflurano ou enflurano, administrados conjuntamente com N2O/O2 de forma a atingir 1,25 MAC (Concentração Alveolar Mínima) pode prolongar a duração efectiva do relaxamento quer da dose inicial quer das doses de manutenção, diminuindo a velocidade de perfusão média de Nimbex. 15 a 30 minutos de exposição a 1,25 MAC de isoflurano ou de enflurano têm efeitos mínimos na duração da dose inicial de Nimbex, não sendo necessários ajustamentos das doses iniciais. Em procedimentos mais longos com enflurano ou isoflurano deve ser ponderada a redução da dosagem (em frequência, na dosagem de manutenção ou nas perfusões) pode atingir 30 a 40%.

## Farmacocinética
Tal como o atracúrio, o cisatracúrio é metabolizado em 80% pela reacção de Hofmann (a qual é dependente do pH plasmático e da temperatura corporal) e os restantes 20% sofrem metabolização hepática ou são excretados pelo rim. A reacção de Hofmann é independente de qualquer órgão ou sistema o que torna o cisatracúrio provavelmente mais mais seguro em doentes sofrendo de falências renais ou hepáticas relativamente outros relaxantes musculares. 10 a 15 % são excretados sem alterações pela urina.
A acção máxima é aproximadamente 1 minuto mais rápida em doentes com transplantes hepáticos comparativamente à população saudável.
O bloqueio de 90%de bloqueio são aproximadamente 1 minuto mais lentos em doentes com doença renal terminal.

## Indicações
É utilizado para obter um bloqueio neuromuscular de início intermédio/duração intermédia para doentes internados ou de ambulatório em anestesia geral, para facilitar a intubação traqueal e para prover o relaxamento muscular durante um acto cirúrgico ou ventilação mecânica.

## Contra-indicações
Hipersensibilidade a agentes bis-benzilisoquinilínicos ou a qualquer componente do produto.

## Dosagem e Administração
O uso de um neuroestimulador periférico permite uma utilização mais correcta do cisatracúrio, minimizando a possibilidade de overdose ou underdose assim como permite uma avaliação melhor do recobro da força muscular.

### Adultos
0,15 a 0,2 mg/kg I.V., como componente de uma indução-intubação com propofol/N2O/O2 produzem em geral condições boas/excelentes para a intubação traqueal em 1,5 a 2 minutos. Além da dosagem do agente a presença de co-indutores, como o fentanil, o midazolam , e a profundidade anestésica influenciam as condições de intubação. 0,03 mg/kg de Nimbex é recomendada para a manutenção do relaxamento muscular, mas o intervalo deve ser ditado por critérios clínicos.

### Idosos e Insuficientes renais
A dose recomendada I.V. para manutenção do relaxamento muscular durante cirurgias prolongadas é de 0,03 mg/kg por aproximadamente 20 minutos. A dose de manutenção é geralmente necessária 40 a 50 minutos após uma dose inicial de 0,15 mg/kg e de 50 a 60 minutos com uma dose inicial de 0,20 mg/kg.

### Crianças de 2 a 12 anos
A dose I.V. recomendada é de 0,1 mg/kg, administrados durante 5 a 10 s numa anestesia quer com halotano quer com opiácio. Quando administrado durante uma anestesia de opiácio/N2O/O2 a dose de 0,1 mg/kg produz um bloqueio máximo em 2,8 minutos e um relaxamento eficaz durante 28 minutos (variação: 21 a 38 minutos).Uma dose inicial de 0,15 mg/kg com uma anestesia O2/N2O/opiácio produz um bloqueio neuromuscular máximo em 3,0 min (variação: 1,5 a 8,0 minutos) e um relaxamento clinicamente eficaz de 36 minutos (variação: 29 a 46 minutos).

### Infância (1 mês a 2 anos)
A dose recomendada de Nimbex para intubação é de 0,15 mg/kg, administrados em 5-10 segundos numa anestesia quer com halotano quer com opioide. Numa anestesia mantida com O2/N2O/opioide 0,15 mg/kg de Nimbex produz um bloqueio neuromuscular máximo em cerca de 2 minutos (variando entre 1,3 a 3,4 minutos) com um bloqueio clinicamente eficaz de 43 minutos (variando entre 34 a 58 minutos ).

### Perfusão
Depois da administração de uma dose inicial de cisatracúrio este pode ser administrado numa infusão contínua em adultos e em crianças com mais de dois anos para manutenção do relaxamento muscular para procedimentos prolongados. O ritmo deve ser ajustado individualmente, através da resposta medida por neuroestimulação.
Para uma infusão mais precisa devem ser utilizadas bombas infusoras electrónicas de precisão.
A perfusão deve ser iniciada somente após evidência de recuperação do bloqueio muscular inicial. Um ritmo inicial de 3 mcg/kg/min deve ser usado inicialmente para controlar a recuperação da actividade motora, e depois 1 a 2 mcg/kg/min são adequados para a manutenção de um relaxamento muscular eficaz (entre 89 a 99% das placas motoras) na maioria dos pacientes pediátricos ou adultos sob uma anestesia de opiácio/protóxido de azoto/oxigénio.
A utilização de isoflurano ou enflurano reduzem até 30% a 40% o ritmo de perfusão (administrados com protóxido/oxigénio a 1.25 MAC).Maiores reduções podem ser necessárias em procedimentos cirúrgicos de longa duração.

### Compatibilidade do Cisatracúrio em administração em Y endovenosa
O injetável Nimbex é ácido(pH de 3,25 a 3,65) e pode não ser compatível com soluções alcalinas com pH maior que 8,5 (por ex. soluções contendo barbitúricos). Estudos provaram que o Nimbex é compatível com: dextrose a 5%, soro fisiológico (cloreto de sódio a 0.9%), dextrose a 5% e soro fisiológico (cloreto de sódio 0.9%), citrato de sufentanil (SUFENTA), hidroclorido de alfentanil (ALFENTA), citrato de fentanil, hidroclorido de midazolam, droperidol injetável.
O Nimbex não é compatível com o DIPRIVAN(propofol) injetável e com TORADOL (cetarolac) injectável.

## Efeitos colaterais
Efeitos adversos foram raros entre 945 pacientes cirúrgicos que receberam cis-atracúrio (Nimbex) concomitantemente com outros fármacos em estudos clínicos na Europa e nos Estados Unidos, numa grande variedade de procedimentos envolvendo anestesias com opioides, propofol e agentes inalatórios. As seguintes experiências adversas foram apreciadas pelos investigadores durante os ensaios clínicos como tendo uma relação causa-efeito com a administração do cis-atracúrio:
Incidência maior que 1%: nenhum
Incidência menor que 1%:
Cardiovascular: bradicardia(0.4%), hipotensão(0.2%), flushing (0.2%)
Respiratório: broncospasmo (0.2%)
Dermatológico: rash (0.1%)